# Kościół Świętych Apostołów Piotra i Pawła w Świerżach
Kościół Świętych Apostołów Piotra i Pawła – rzymskokatolicki kościół parafialny należący do dekanatu Chełm – Wschód archidiecezji lubelskiej.
Jest to neogotycka świątynia zaprojektowana przez architekta Józefa Piusa Dziekońskiego. Fundatorką kościoła była Maria z Jełowickich Orsetii, właścicielka dóbr świerżowskich. Budowa trwała w latach 1907-1909.
Świątynia przetrwała I wojnę światową bez większych uszkodzeń. Jednakże ciągle była narażona na wylewy rzeki Bug. Dlatego wybudowano tamę odgradzającą kościół od rzeki. Po niewielkich uszkodzeniach z okresu II wojny światowej budowla została szybko wyremontowana.
Jest to kościół orientowany, murowany, wybudowany z cegły i otynkowany na biały kolor, został zaplanowany na rzucie wydłużonego prostokąta. Składa się z trójnawowej, frontowej wieży, halowego korpusu, prostokątnego prezbiterium zamkniętego trójbocznie oraz dwóch dobudowanych do jego boków, prostokątnych, dwukondygnacyjnych budyneczków, mieszczących w dolnej kondygnacji zakrystie, a w górnej kondygnacji loże.
Wyposażenie świątyni reprezentuje głównie styl neogotycki. Do niego należą ołtarze, ambona i konfesjonały. Ze starszego wyposażenia możemy wyróżnić m.in. szafę gdańską z XVIII wieku, późnobarokową rzeźbę Chrystusa Zmartwychwstałego, dwa krucyfiksy z XVII wieku, jeden krucyfiks w stylu barokowym i jeden w stylu barokowo-ludowym oraz pacyfikał w stylu regencji ozdobiony rzeźbami czterech ewangelistów.